# Campionato scacchistico di Mosca
Il Campionato scacchistico di Mosca è un torneo di scacchi che si svolge dal 1899 a Mosca per determinare il campione di scacchi della città. 

## Albo dei vincitori
| Anno    | Vincitore/i                               | Note |
| ------- | ----------------------------------------- | ---- |
| 1899    | Aleksandr Solovcov                        | [1]  |
| 1900    | Vladimir Nenarokov                        |      |
| 1901    | Aleksej Gončarov, Rafail Fal'k            |      |
| 1902    | Vladimir Bojarkov                         |      |
| 1908    | Vladimir Nenarokov                        |      |
| 1909    | Aleksej Gončarov                          |      |
| 1911    | Osyp Bernštejn                            |      |
| 1913    | Pëtr Jurdanskij                           | [2]  |
| 1919–20 | Aleksandr Alechin                         |      |
| 1920–21 | Iosif Cukerman                            |      |
| 1921–22 | Nikolaj Grigor'ev                         |      |
| 1922    | Vladimir Nenarokov                        | [3]  |
| 1922–23 | Nikolaj Grigor'ev                         |      |
| 1923    | Nikolaj Grigor'ev, Vladimir Nenarokov     | [4]  |
| 1923    | Nikolaj Grigor'ev, Nikolaj Zubarev        | [5]  |
| 1924    | Vladimir Nenarokov                        | [3]  |
| 1925    | Aleksandr Sergeev                         |      |
| 1926    | Abram Rabinovič                           |      |
| 1927    | Nikolaj Zubarev                           |      |
| 1928    | Boris Verlinskij                          |      |
| 1929    | Vasilij Panov                             |      |
| 1929    | Nikolaj Grigor'ev                         | [6]  |
| 1930    | Nikolaj Zubarev                           |      |
| 1931    | Nikolaj Rjumin                            |      |
| 1932    | Sergej Belavenec, S. Orlov e Pëtr Lebedev |      |
| 1933    | Nikolaj Rjumin                            |      |
| 1935    | Nikolaj Rjumin                            |      |
| 1936    | Vladimir Alatorcev, Il'ja Kan             |      |
| 1937    | Vladimir Alatorcev, Sergej Belavenec      |      |
| 1938    | Sergej Belavenec, Vasilij Smyslov         |      |
| 1939    | Andor Lilienthal                          |      |
| 1941    | Aleksandr Kotov                           |      |
| 1942    | Vasilij Smyslov                           |      |
| 1943    | Michail Botvinnik                         |      |
| 1944    | Vasilij Smyslov                           |      |
| 1946    | David Bronštejn                           |      |
| 1947    | Vladimir Simagin                          |      |
| 1949    | Jurij Averbach                            |      |
| 1950    | Jurij Averbach, Aleksandr Čistjakov       |      |
| 1951    | Tigran Petrosjan                          |      |
| 1952    | Vladimir Zagorovskij                      |      |
| 1953    | David Bronštejn                           |      |
| 1954    | Vladimir Solov'ëv                         |      |
| 1955    | Evgenij Vasjukov                          |      |
| 1956    | Tigran Petrosjan, Vladimir Simagin        |      |
| 1957    | David Bronštejn                           |      |
| 1958    | Evgenij Vasjukov                          |      |
| 1959    | Vladimir Simagin                          |      |
| 1960    | Evgenij Vasjukov                          |      |
| 1961    | David Bronštejn                           |      |
| 1962    | Jurij Averbach, Evgenij Vasjukov          |      |
| 1963    | Anatolij Bychovskij                       |      |
| 1964    | Nikolaj Bakulin                           |      |
| 1965    | Lev Aronin                                |      |
| 1966    | Nikolaj Bakulin                           |      |
| 1967    | Anatolij Volovič                          |      |
| 1968    | David Bronštejn, Tigran Petrosjan         |      |
| 1969    | Igor' Zajcev                              |      |
| 1970    | Jurij Balašov                             |      |
| 1971    | Anatolij Lejn                             |      |
| 1972    | Evgenij Vasjukov                          |      |
| 1973    | Mark Dvoreckij                            |      |
| 1974    | Boris Gul'ko                              |      |
| 1975    | Karen Grigorian                           |      |
| 1976    | Sergej Makaryčev, Michail Cejtlin         |      |
| 1977    | Michail Cejtlin                           |      |
| 1978    | Evgenij Vasjukov                          |      |
| 1979    | Karen Grigorian                           |      |
| 1980    | Anatolij Kremeneckij                      |      |
| 1981    | Valentin Arbakov, Andrej Sokolov          |      |
| 1982    | David Bronštejn, Nuchim Raškovskij        |      |
| 1983    | Evgenij Svešnikov                         |      |
| 1984    | Aleksej Vyžmanavin                        |      |
| 1985    | Sergej Gorelov                            |      |
| 1986    | Aleksej Vyžmanavin, Aleksej Kuz'min       |      |
| 1987    | Ratmir Cholmov                            |      |
| 1988    | Georgij Timošenko                         |      |
| 1989    | Evgenij Bareev                            |      |
| 1990    | Evgenij Dragomareckij                     |      |
| 1991    | Evgenij Maljutin                          |      |
| 1992    | Aleksandr Morozevič                       |      |
| 1993    | Il'ja Frog                                |      |
| 1994    | Aleksej Mitenkov                          |      |
| 1995    | Aleksandr Rustemov                        |      |
| 1996    | Jurij Jakovič                             |      |
| 1997    | Aleksandr Rustemov                        |      |
| 1998    | Evgenij Naer                              |      |
| 1999    | Evgenij Vorob'ëv                          |      |
| 2000    | Vladimir Kosyrev                          |      |
| 2001    | Valentin Arbakov                          |      |
| 2002    | Andrej Charitonov                         |      |
| 2003    | Evgenij Naer                              |      |
| 2004    | Farruch Amonatov                          |      |
| 2005    | Sergej Grigor'janc                        |      |
| 2006    | Aleksandr Rjazancev                       |      |
| 2007    | Vladimir Belov                            |      |
| 2008    | Boris Savčenko                            |      |
| 2009    | Evgenij Vorob'ëv                          | [7]  |
| 2010    | Nikolaj Čadaev                            | [8]  |
| 2011    | Nikolai Chadaev                           | [9]  |
| 2012    | Ivan Popov                                |      |
| 2013    | Dmitrij Gordievskij                       | [10] |
| 2014    | Vladimir Belous                           | [11] |
| 2015    | Jurij Eliseev                             | [12] |
| 2016    | Boris Savčenko                            |      |
| 2017    | Dmitrij Gordievskij                       |      |
| 2018    | Klimentij Syčev                           |      |
| 2019    | Ivan Popov                                | [13] |
| 2020    | Michail Antipov                           |      |
| 2021    | Vladimir Zacharcov                        |      |
| 2022    | Vladimir Zacharcov                        |      |